# Linoleum
Linoleum (від англ. слова line — лінія і латин. oleum — олія) — міжнародний фестиваль показів авторської анімації в Україні. Заснований у 2006 році у Москві меценатом і громадським діячем Михайлом Царьовим. В Україні вперше цей фестиваль відбувся у 2014 році завдяки Animagrad. Фестиваль складається з трьох конкурсних програм, серії майстер-класів та лекцій від професіоналів індустрії, показів експериментальної анімації та відеоарту, тематичних позаконкурсних скринінгів та дитячої програми. Проходить щороку у вересні в місті Київ.
До участі допускаються фільми, виконані у будь-якій анімаційній техніці, включно з картинами, в яких анімація поєднана з грою акторів та документалістикою.

## Історія
Перший Linoleum-фестиваль відбувся в Україні у 2014 році. Він проходив з 2 по 18 вересня у Київській міській галереї мистецтв «Лавра». Організатори отримали 187 робіт із 36 країн світу. У номінації «Найкращий фільм національного конкурсу» переміг мультфільм-кліп «Лебідь» (2013 рік, режисер Сашко Даниленко) — це акварельний кліп про кохання, яке сильніше за відстань і час. У номінації «Найкращий фільм міжнародного конкурсу» переміг короткометражний фільм «Мерилін Міллер» (2013 рік, режисер Майкі Пліз), який розповідає про намагання головного героя створити щось красиве. Ще одним переможцем у цій номінації став «Загублений світ» (2013 рік, режисер Еоін Даффі) — чорна комедія, яка досліджує деякі загальні життєві страхи: страх перед невідомістю, провалом, відмовою і, нарешті, страх смерті.
Другий фестиваль відбувся у 2015 році з 3 по 6 вересня в Київській галереї «АртПРИЧАЛ». Тема фестивалю — «Хмарина пилу». Переможцями стали: у номінації «Найкращий фільм національного конкурсу» — «Дівчинка з риб'ячим хвостом» (2015 рік, режисер Сергій Мельниченко); «Найкращий фільм міжнародного конкурсу» — «Ми не можемо жити без космосу» (2014 рік, режисер Констянтин Бронзіт).
У 2016 році тема фестивалю звучала як «Паперові мрії». Переможці: номінація «Найкращий фільм національного конкурсу» — «Професіонали: Кухар» (2015 рік, режисер Степан Коваль); номінація «Найкращий фільм міжнародного конкурсу» — «Якось з третього разу» (2016 рік, режисери Жулі Ромбовіль, Ніколя Б'янко-Леврін).
З 28 вересня по 1 жовтня 2017 року відбувся IV в Україні Linoleum-фестиваль. Він відбувався в Довженко-Центрі. Було отримано 2000 робіт із 80 країн світу. У рамках спеціальної програми було представлено всеукраїнську прем'єру перших звукових мультфільмів. Найкращим фільмом національного конкурсу став фільм «Елювіум — Регенеративна істота» (2017 рік, режисер Стас Сантімов). Найкращий фільм міжнародного конкурсу — «О, мамо!» (2017 рік, режисера Поліна Ціолковська).
У 2018 році фестиваль відбувався з 6 по 9 вересня в креативному просторі IZONE. Тема фестивалю — «Точки дотику» — пошук відповідей на питання, пов'язані з можливими місцями перетину та зменшенням дистанцій між людьми. Переможцями у номінаціях «Найкращий фільм національного конкурсу» та «Найкращий фільм міжнародного конкурсу» стали: «Мари» (2018 рік, Україна, режисер Андрій Науменко); «Велосипедисти» (2018 рік, Хорватія, режисер Велько Поповіч).
У 2019 році фестиваль відбувався з 4 по 8 вересня у креативному просторі IZONE, а також у кінотеатрі «Жовтень». Серед учасників було 2700 фільмів з 80 країн світу. Переможці: номінація «Найкращий фільм національного конкурсу» — «Кохання» (2019 рік, режисер Микита Лиськов). Номінація «Найкращий фільм міжнародного конкурсу» — «По пам'яті» (2019 рік, режисер Бруно Колле).
Linoleum фестиваль 2020 через COVID-19, відбувався з 2 по 6 вересня в онлайн-форматі. Онлайн показ відбувався на медіасервісі MEGOGO безкоштовно, а також на офіційному YouTube-каналі фестивалю. Усі фільми об'єднала тема «Стати людиною» (Becoming Human). Переможцями стали: «Найкращий фільм українського конкурсу» — «Запаковані у пластик» (2019 рік, режисер Володимир Юдашкін). «Найкращий фільм міжнародного конкурсу» — «Паршива вівця» (2019 рік, режисер Джеймс Моль).
У 2021 році фестиваль заплановано провести з 1 по 5 вересня у Києві. Крім національного та конкурсу комерційної анімації, програма 8-го фестивалю LINOLEUM складатиметься з міжнародного конкурсу, показів експериментальної анімації та відеоарту, дитячої анімації, тематичних підбірок, ретроспективи української мультиплікації, скринінгів програм міжнародних фестивалів та освітньої програми. Окремим фокусом цього року стане естонська анімація. Тема фестивалю — «Присутність. Близькість. Дотик».

## Журі
Склад журі фестивалю обирає керівництво фестивалю. Кожного року його склад змінюється. Серед складу журі зазвичай присутні найвідоміші представники українського кінематографа, як-от Роман Балаян, Влад Троїцький, Лілія Млинарич, Сашко Даниленко.
На фестиваль запрошувалися спеціальні гості:
2014 рік — П'єр Бастьєн;
2016 рік — Дафна Авадіш, Геннінг Томас, Педро Харрес;
2017 рік — Надія Федотова [Архівовано 7 лютого 2018 у Wayback Machine.], Девід Рок;
2018 рік — Іріда Жонга, Анастасія Дімітра, Наташа Цетнер, Ріанне Стреммелаар, Зураб Діасамідзе;
2019 рік — Тюнде Фолленбрук, Томас Ренольднер.
2020 рік:
- Тюнде Фолленбрук — представниця європейської анімаційної спільноти, екскореспондентка Cartoon Brew та член правління European Animation Awards.
- Сандер Йоон — естонський режисер анімації.
- Микита Лиськов — художник.
- Брітт Райс — аніматорка. Авторка короткометражного фільму «Кетрін», який брав участь у понад 200 світових фестивалів і здобув 50 нагород.
- Ґерта Зело — продюсерка, директорка виробничого відділу TED-Ed.
- Олександр Трегуб — дизайнер, викладач, культурний підприємець. Брав участь у створенні візуальної айдентики Міністерства освіти і науки України, альтернативного логотипу Києва, редизайну Українського Інституту, курував редизайн Музея Ханенків. Співзасновник і керівник школи Projector.
- Олександр Бубнов — архітектор.
- Євген Бойцов — режисер.
- Єгор Олесов — продюсер, креативний продюсер, VFX продюсер. Директор анімаційної студії Animagrad, співзасновник Digital Cinema Ukraine та Postmodern. Член Європейської кіноакадемії, Visual Effects Society та Української телевізійної академії.

2021 рік (члени журі):
- Велько Поповіч — режисер, сценарист, співзасновник Prime Render Studio.
- Фабіан Дрігорст — співзасновник студії Fabian&Fred та продюсер анімаційних та гібридних фільмів.
- Томек Попакуль — режисер анімаційних фільмів, музикант, графічний дизайнер, автор музичних відео.
- Дафна Авадіш — ізраїльська фільммейкерка та ілюстраторка.
- Аліса Сай — візуальна мисткиня.
- Назар Житкевич — проєктний менеджер Fedoriv.
- Кирило Марікуца — Кирило — співзасновник та директор Київського міжнародного фестивалю короткометражних фільмів (KISFF).
- Торі Польська — дизайнерка анімаційних фільмів.
- Стас Сантімов — дизайнер, ілюстратор, займається gif-анімацією.